# جان ابوت (بازیگر)
جان ابوت (انگلیسی: John Abbott; ۵ ژوئن ۱۹۰۵ – ۲۴ مهٔ ۱۹۹۶) هنرپیشه و صداپیشه اهل انگلستان بود. ابوت به عنوان یک بازیگر شکسپیر شناخته می شد.
از فیلم‌ها یا برنامه‌های تلویزیونی که وی در آن نقش داشته‌است، می‌توان به ژست شانگهای، گامبیت، خانم مینی‌ور، آنا و سلطان سیام، ژی‌ژی، مادام بوواری، جلادان هم می‌میرند، مأموریت به مسکو، جزیره گنج، بانو جین، جین ایر، بزرگترین داستان عالم، تعقیب در الجزایر، تابوتی برای دیمیتریوس، عمر خیام، ماشین‌های مستعمل، تار عنکبوت، فریب و سمبررو اشاره کرد.